# Yalë
Yalë (též Nagatman) je izolovaný jazyk, kterým se mluví na Papui Nové Guineji, ve střední části provincii Sandaun, blízko hranic s Indonésií. Jazykem mluví asi 600 lidí, ale lidí, co neumí žádný jiný jazyk je 30 (tedy 5 %). Většina mladších mluvčích totiž ovládá Tok Pisin. Yalë používá slovosled podmět-předmět-sloveso (SOV).